# Empty Room
Empty Room – singel Sanny Nielsen, wydany 9 marca 2008, pochodzący z albumu Stronger. Utwór napisali i skomponowali Bobby Ljunggren oraz Aleena Gibson, a za produkcję odpowiadali Jörgen Ingeström i Bo Reimer.
Singel znalazł się na 2. miejscu na oficjalnej szwedzkiej liście sprzedaży i sprzedał się w nakładzie ponad 20 tysięcy kopii, za co otrzymał platynowy certyfikat. W klasyfikacji rocznej utwór uplasował się na 7. miejscu najlepiej sprzedających się singli w Szwecji w 2008 roku.
Piosenka zajęła 2. miejsce w szwedzkich preselekcjach do Konkursu Piosenki Eurowizji – Melodifestivalen 2008, zdobywając w sumie 206 punktów, o 18 mniej niż zwycięska kompozycja „Hero” Charlotte Perrelli.

## Lista utworów
- Digital download[1]

1. „Empty Room” – 3:05
2. „Empty Room” (Instrumental) – 3:02

- CD single[8]

1. „Empty Room” (Radio Version) – 3:06
2. „Empty Room” (Singback Version) – 3:06

## Notowania

### Pozycja na tygodniowej liście sprzedaży
| Kraj    | Notowanie (2008)  | Najwyższa pozycja | Certyfikat | Sprzedaż |
| ------- | ----------------- | ----------------- | ---------- | -------- |
| Szwecja | Sverigetopplistan | 2                 | platyna    | 20 000+  |

### Pozycja na rocznej liście sprzedaży
| Kraj    | Notowanie (2008)  | Pozycja |
| ------- | ----------------- | ------- |
| Szwecja | Sverigetopplistan | 7       |